# Botschantzevia
Botschantzevia là chi thực vật có hoa trong họ Cải.